# Ian James Walker
Ian James Walker (Worcester, 25 de febrero de 1970) es un deportista británico que compitió en vela en las clases 470 y Star. 
Participó en dos Juegos Olímpicos de Verano, obteniendo dos medallas de plata: en Atlanta 1996 (clase 470 junto con John Merricks) y en Sídney 2000 (clase Star junto con Mark Covell).
Ganó una medalla de plata en el Campeonato Mundial de 470 de 1996 y tres medallas en el Campeonato Europeo de 470 entre los años 1994 y 1996.

## Palmarés internacional
| Juegos Olímpicos   | Juegos Olímpicos          | Juegos Olímpicos  | Juegos Olímpicos |
| Año                | Lugar                     | Medalla           | Clase            |
| ------------------ | ------------------------- | ----------------- | ---------------- |
| 1996               | Atlanta (Estados Unidos)  | Medalla de plata  | 470              |
| Campeonato Mundial |                           |                   |                  |
| Año                | Lugar                     | Medalla           | Clase            |
| 1996               | Porto Alegre (Brasil)     | Medalla de plata  | 470              |
| Campeonato Europeo |                           |                   |                  |
| Año                | Lugar                     | Medalla           | Clase            |
| 1994               | Röbel (Alemania)          | Medalla de plata  | 470              |
| 1995               | Båstad (Suecia)           | Medalla de oro    | 470              |
| 1996               | Isla Haying (Reino Unido) | Medalla de bronce | 470              |

| Juegos Olímpicos | Juegos Olímpicos   | Juegos Olímpicos | Juegos Olímpicos |
| Año              | Lugar              | Medalla          | Clase            |
| ---------------- | ------------------ | ---------------- | ---------------- |
| 2000             | Sídney (Australia) | Medalla de plata | Star             |